# 로즈데이
로즈데이(영어: Rose Day)는 연인들이 서로에 대한 사랑의 표현으로 장미를 주고받는 날이다. 대한민국에서는 매년 5월 14일에 기념된다.  
로즈데이가 만들어진 기원에 대해서는 상업적인 상술 외에 아직 확인된 바가 없다.

## 같이 보기
- 블랙데이
- 키스데이